# Zak van Zuid-Beveland

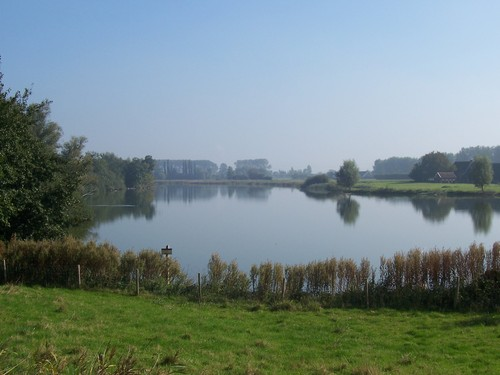
het Zwaakse Weel

De Zak van Zuid-Beveland is een gebied op het voormalige eiland Zuid-Beveland in Zeeland, geheel gelegen in de gemeente Borsele. Het is een kleinschalig landschap dat gekenmerkt wordt door kleine polders en talloze binnendijken. Het gebied is ontstaan door talloze kleine inpolderingen, waarmee gestart werd in de twaalfde eeuw door de monniken van Sint Bavo uit Gent. Van hen is de naam Beveland afkomstig.
De Zak van Zuid-Beveland is een gebied met waardevolle natuur- en landschapselementen als bloemdijken, welen, grenslinden, kreken, vliedbergen en kleine dorpen. De overheid heeft daarom in 1994 de Zak van Zuid-Beveland aangewezen als Waardevol Cultuurlandschap en vervolgens in 2005 als onderdeel van Nationaal Landschap Zuidwest-Zeeland.